# Mamita
«Mamita» es una canción del Grupo latinoamericano CNCO. Es el  segundo sencillo de su tercer álbum de estudio CNCO. Fue escrito por Johan Espinosa, Claudia Brant, Juan Pablo Piedrahíta, Daniel Giraldo y fue producido por Feid, El Rolo y Mosty. La canción fue lanzada por Sony Music Latin el 20 de octubre de 2017. Además, tiene un remix (versión Portugués) con el cantante brasileño Luan Santana fue lanzado el 23 de marzo de 2018.

## Lista de canciones
- Descarga digital [4][5]

| N.º | Título                                           | Duración |  |
| 1.  | «Mamita»                                         | 2:54     |  |
| 2.  | «Mamita» (ft. Luan Santana (Versión Portuguese)) | 2:54     |  |

## Video musical
El video musical fue dirigido por Daniel Duran y filmado Ecuador, Cinco mujeres llevan a la banda en aventuras por la ciudad, visitando el volcán Quilotoa, el palacio de cristal y la Catedral de Quito. Antes de su lanzamiento, el grupo había lanzado previamente un video con imágenes de la banda interpretando la canción durante los shows.

## Pocisionamiento en listas
| País           | Lista                            | Pociciones  |
| 2017 - 2018    | 2017 - 2018                      | 2017 - 2018 |
| -------------- | -------------------------------- | ----------- |
| Estados Unidos | Latin Airplay ( Billboard)       | 34          |
| Estados Unidos | Latin Rhythm Airplay (Billboard) | 18          |
| Estados Unidos | Hot Latin Song (Billboard)       | 28          |
| México         | Mexico Airplay (Billboard)       | 27          |
| El Salvador    | Monitor Latino                   | 17          |
| Costa Rica     | Monitor Latino                   | 8           |
| Venezuela      | Informe Nacional                 | 51          |
| Ecuador        | Informe Nacional                 | 12          |
| Bolivia        | Monitor Latino                   | 11          |
| Chile          | Monitor Latino                   | 9           |
| Argentina      | Monitor Latino                   | 5           |
| Uruguay        | Monitor Latino                   | 12          |
| Brasil         | Brasil Hot 100 Airplay           | 63          |
| Portugal       | AFP                              | 100         |

## Certificaciones
| País           | Organismo certificador | Certificación | Simbolizacion | Ref.   |
| -------------- | ---------------------- | ------------- | ------------- | ------ |
| Estados Unidos | RIAA                   | Oro           | ●             | [ 20 ] |
| México         | AMPORFON               | Platino+Oro   | ▲●            | [ 21 ] |
| Brasil         | PMB                    | Platino       | ▲             | [ 22 ] |